# Plastindkøbspose
En plastindkøbspose er en pose lavet af fleksibel plastfolie med bærehåndtag. En plastindkøbspose er en normalt mindre, typisk skrøbelig og egnet til transport af mindre mængder af varer.
Brugte plastindkøbsposer bliver typisk genbrugt som affaldsposer.